# Soeur Emmanuelle
Soeur Emmanuelle (Brussel·les, 16 de novembre de 1908 - Calian, 20 d'octubre de 2008), nascuda Madeleine Cinquin, va ser una filòsofa, mestra, escriptora i religiosa franco-belga coneguda pel seu treball amb persones marginades i pels seus escrits sobre el cristianisme i la Doctrina Social de l'Església. Va ser sovint comparada amb la beata Mare Teresa de Calcuta, tant per la seva dedicació als pobres com per la seva religiositat.

## Infància i joventut
Va néixer a Brussel·les, Bèlgica, en el si d'una família de fabricants de llenceria. A l'edat de sis anys va veure com el seu pare s'ofegava accidentalment a Ostende. Després afirmaria que la seva vocació religiosa surt d'aquest fet. a estudiar filosofia en La Sorbona i, el 1929, va professar com a religiosa en la Congregació de Notre-Dame de Sion.
En la dècada de 1930 va començar a treballar com mestra a l'Escola Secundària Notre-Dame de Sion de Istanbul, Turquia, on va viure fins als anys 1960, intercalant llargues temporades com a professora en Tunísia i Alexandria, Egipte.

## Treball a Egipte
El 1971, en contemplar les miserables condicions dels leprosos egipcis, dedicats a la recollida d'escombraries al Caire, va decidir viure amb ells, convertint-se en una activista per les seves drets i dignitat de vida. Va romandre amb ells fins a 1993, any en què torna a França. Al seu retorn es va convertir en una convidada habitual en programes de televisió i mitjans de comunicació.

## Opinions religioses
A més de pel seu treball caritatiu, Sor Emmanuelle era coneguda per la seva opinions religioses poc ortodoxes amb la doctrina catòlica, inclosa la seva defensa de la contracepció i de permetre el matrimoni als preveres.

## Llegat
En una votació pública, va ser triada una de les persones més populars de França, i va anar sovint comparada amb la Mare Teresa de Calcuta, encara que ella sempre va considerar «ridícula» aquesta comparació. El 2003 es va estrenar un programa de televisió titulat Sor Emmanuelle: una dona excepcional. A Bèlgica va assolir el cinquè lloc en el programa Les plus grands Belges, de la regió valona, dedicat a buscar al belga més important de la història.
Va morir el 20 d'octubre de 2008 a la localitat occitana de Calian, per causes naturals, a l'edat de 99 anys, a menys de quatre setmanes de complir 100 anys.

## Obres
Escrits de Sœur Emmanuelle
- Sœur Emmanuelle (pref. Jean-Marie Cavada), Chiffonnière avec les chiffonniers, ’Chiffonniere with ragpickers', Ivry-sur-Seine, Éditions de l'Atelier, 1989 and 2007 (ISBN 978-2-7082-3900-5)
- Sœur Emmanuelle, Une vie avec les pauvres, ‘A life with the poor’, Paris, Éditions de l'Atelier, 1991 (ISBN 978-2-7082-2897-9)
- Sœur Emmanuelle, Yalla, en avant les jeunes, Paris, LGF - Livre de Poche, 1999 (ISBN 978-2-253-14567-7)
- Sœur Emmanuelle, Les Mots du Rosaire, ‘The words of the Rosary’, Arles, Actes Sud, 2001 (ISBN 978-2-7427-3442-9)
- Sœur Emmanuelle, Un pauvre a crié, le Seigneur l'écoute, ‘A poor man shouted, the Lord listened', Paray-le-Monial, Emmanuel, 2005 (ISBN 978-2-915313-50-5)
- Sœur Emmanuelle, Vivre, à quoi ça sert ?, ‘Living, what is the purpose?’, Paris, J'ai lu, 2005, 149 p. (ISBN 978-2-290343-66-1)
- Sœur Emmanuelle, Agenda 2009. Une année avec Sœur Emmanuelle, Presses de la Renaissance, 21 agost 2008 (ISBN 978-2-7509-0436-4)
- Sœur Emmanuelle, 365 Méditations de Sœur Emmanuelle, Paris, Presses de la Renaissance, 9 octubre 2008 (ISBN 978-2-7509-0435-7)
- Sœur Emmanuelle, Je Te Salue Marie, ‘I hail you, Mary’, Bordeaux, Elytis, 15 octubre 2008 (ISBN 978-2-35639-007-3)
- Sœur Emmanuelle, Les Confessions d'une religieuse, ‘The confessions of a religious woman', Flammarion, 23 octubre 2008 (ISBN 978-2-08-212519-2)

Escrits en col·laboració amb Sœur Emmanuelle
- Sofia Stril-Rever et Matthieu Ricard (pref. Sœur Emmanuelle), Enfants du Tibet : De cœur à cœur avec Jetsun Pema et Sœur Emmanuelle, ‘Children of Tibet : from heart to heart' with Jetsun Pema and Sœur Emmanuelle, Desclée de Brouwer, 2000 (ISBN 978-2-220-04810-9)
- Sœur Emmanuelle et Edmond Blattschen, L'Évangile des chiffonniers, ‘The Gospel of Ragpickers', Bruxelles, Alice, 2000 (ISBN 978-2-930182-30-8)
- Sœur Emmanuelle et Philippe Asso, Richesse de la pauvreté, ‘The wealth of poverty’, Paris, Flammarion, 2001 (ISBN 978-2-08-210054-0)
- Sœur Emmanuelle et Marlène Tuininga, Jésus tel que je le connais, ‘Jesus as I know him’, Paris, J'ai lu, 2003 (ISBN 978-2-290-32873-6)
- Sœur Emmanuelle et Philippe Asso, Vivre, à quoi ça sert ?, ‘Living, what is the purpose?’, Paris, Flammarion, 2004 (ISBN 978-2-08-210341-1)
- Sœur Emmanuelle et Marlène Tuininga, Le Paradis, c'est les autres, ‘Paradise is the others ‘, Paris, J'ai lu, 1995 (ISBN 978-2-290-34315-9)
- Sœur Emmanuelle et Sofia Stril-Rever, La Folie d'Amour. Entretiens avec sœur Emmanuelle, ‘The Madness of Love. Interviews with Sister Emmanuelle ‘, Flammarion, 2005 (ISBN 978-2-08-210528-6)
- Jacques Duquesne, Annabelle Cayrol et Sœur Emmanuelle, J'ai 100 ans et je voudrais vous dire…, ‘I’m 100 years old and I would like to say to you…’, Plon, 20 agost 2008 (ISBN 978-2-259-20921-2)
- Sofia Stril-Rever, Mon testament spirituel: De Sœur Emmanuelle, ‘My Spiritual Testament: of Sœur Emmanuelle’, Paris, Presses de la Renaissance, 2008 (ISBN 978-2-7509-0489-0)

Obres dedicades a Sœur Emmanuelle
- Pierre Lunel (pref. Bernard Kouchner), Sœur Emmanuelle, la biographie, Paris, Anne Carrière, 2006 (ISBN 978-2-84337-364-0)
- Sœur Emmanuelle, Mille et Un bonheurs : Méditations de Sœur Emmanuelle, Paris, Carnets Nord, 2007 (ISBN 978-2-35536-004-6)
- Documentaire Sœur Emmanuelle, le cœur et l'esprit (réalisé par Elisabeth Kapnist) - diffusé sur France 5 en 2007.
- Spectacle de Pierrette Dupoyet intitulé "L'Amour plus fort que la mort ou une Fleur chez les chiffonniers" (création Festival d'Avignon 1997)- texte paru aux Éditions La Traverse année 1999 (Show by Pierrette Dupoyet entitled "Love stronger than death or a flower among the ragpickers" –for the Avignon Festival 1997- Text published in Éditions La Traverse année 1999 (ISSN 1262-3423)
- Fabell chante Sœur Emmanuelle: Ma grande sœur Emmanuelle, in Tout feu, tout femme!, ‘My great sister Emmanuelle, in All fire, all woman!’, Rouge Orange 2013 (Sacem RO201311/1/1)
- "Yalla", crée et chantée en 2004 par Calogero, en son honneur et par reconnaissance de son action auprès des enfants d'Égypte (‘Created and sung in 2004 by Calogero, in her honor and recognition of her work with the children of Egypt’)